# Cástor (montaña)

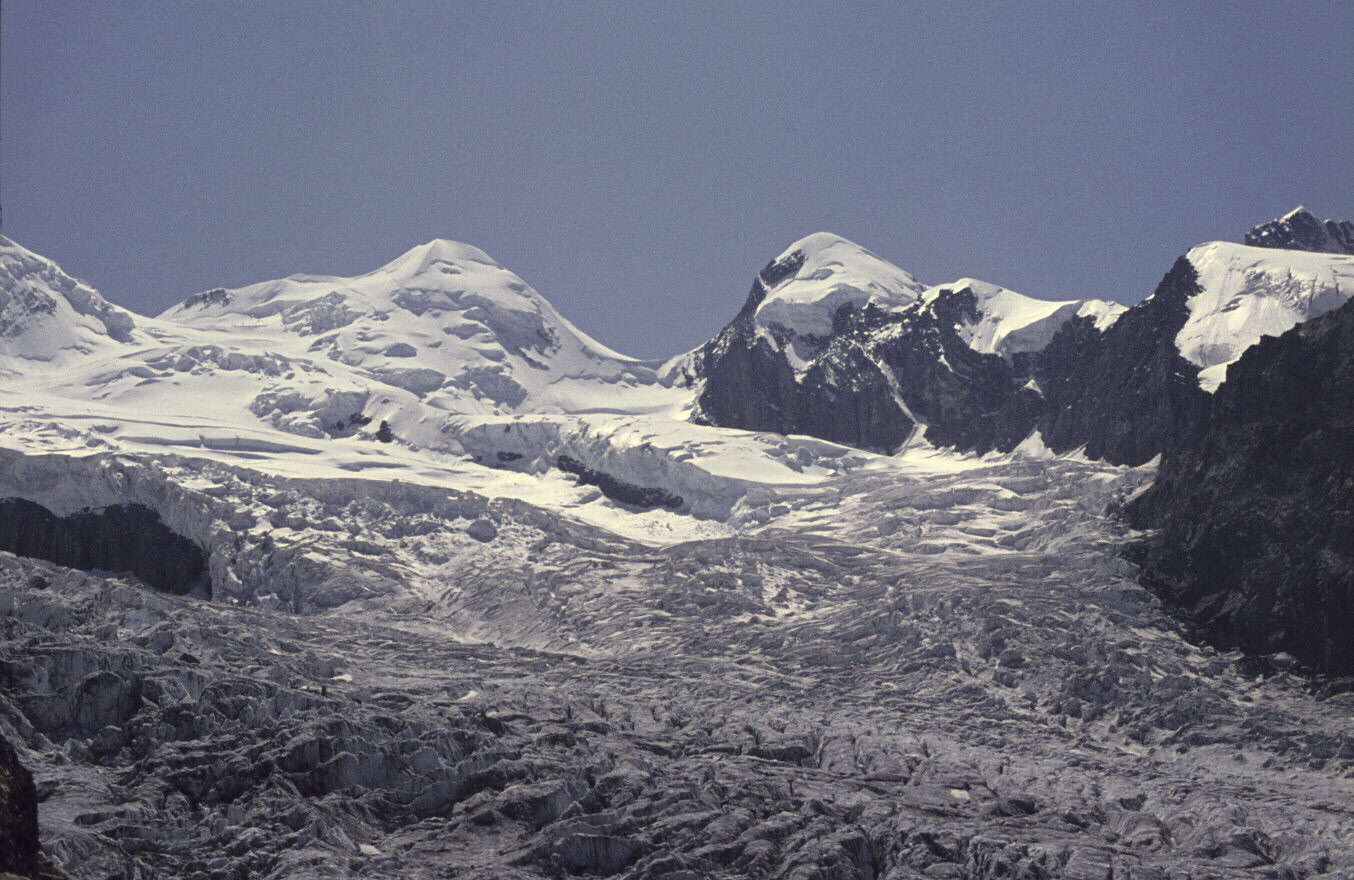
El Cástor a la izquierda y el Pólux a la derecha, tomados desde el lado suizo.

El Cástor (en italiano Càstore y en francés y alemán Castor) es una montaña del macizo del Monte Rosa en los Alpes Peninos. Se encuentra en el límite entre el Valle de Aosta (Italia) y el cantón del Valais (Suiza). Queda en la vertiente de aguas que del Breithorn conduce hacia la Punta Dufour.
Por su conformación toma el nombre, junto con el Pólux, de los dos gemelos de la mitología griega. Está separado del Pólux por el Colle di Verra (3845 m).

## Altura
La altura aparece de manera distinta según la cartografía. La lista oficial de los cuatromiles de los Alpes, publicada por la UIAA en su boletín n.º 145, de marzo de 1994, indica que según la cartografía suiza más reciente, su cota es 4.228 m y, según la italiana igualmente más reciente, es 4.221 m. En el libro Cuatromiles de los Alpes por rutas normales, Richard Goedeke indica los 4.228 m de la cartografía suiza. 

## Clasificación SOIUSA
Según la clasificación SOIUSA, el Cástor pertenece:
- Gran parte: Alpes occidentales
- Gran sector: Alpes del noroeste
- Sección: Alpes Peninos
- Subsección: Alpes del Monte Rosa
- Supergrupo: Grupo del Monte Rosa
- Grupo: Cadena Breithorn-Lyskamm
- Código: I/B-9.III-A.1

## Primer ascenso
El primer ascenso al Cástor lo realizaron el 23 de agosto de 1861, el guía alpino Michel Croz con F.W. Jacomb y con William Mathews.

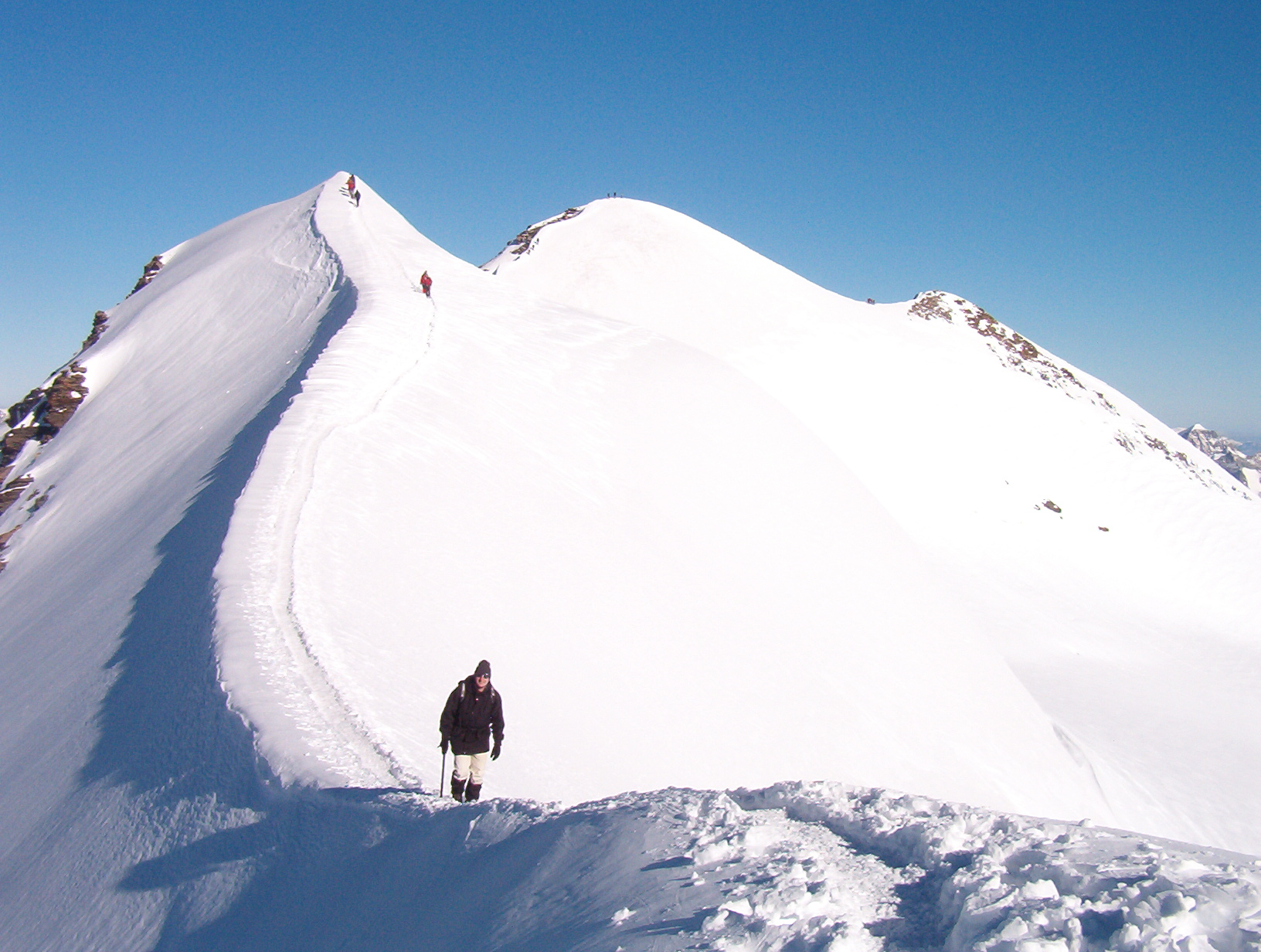
Ascenso al monte Cástor por la cresta sudeste.

## Ascenso a la cima
Su ascenso se hace habitualmente desde el refugio Quintino Sella a través de la cresta sudeste y es larga y estrecha. Se trata primero de salir al collado del Felik (4.061 m) el cual separa el monte Cástor del monte Lyskamm Occidental. Del collado se inicia la arista que conduce a la cima.

Otra salida posible se inicia en el refugio Ottorino Mezzalama. Del refugio se sube al gran glaciar de Verra hasta el paso de Verra; de aquí se sube al monte a lo largo del lado oeste.

Otra vía de ascensión puede ser desde el refugio Guide del Cervino, al Plateau Rosa. Alcanzado el refugio en teleférico desde Cervinia, la misma mañana se atraviesa el gran glaciar de Verra y se llega al Cástor a lo largo de la pared oeste.

## Referencias

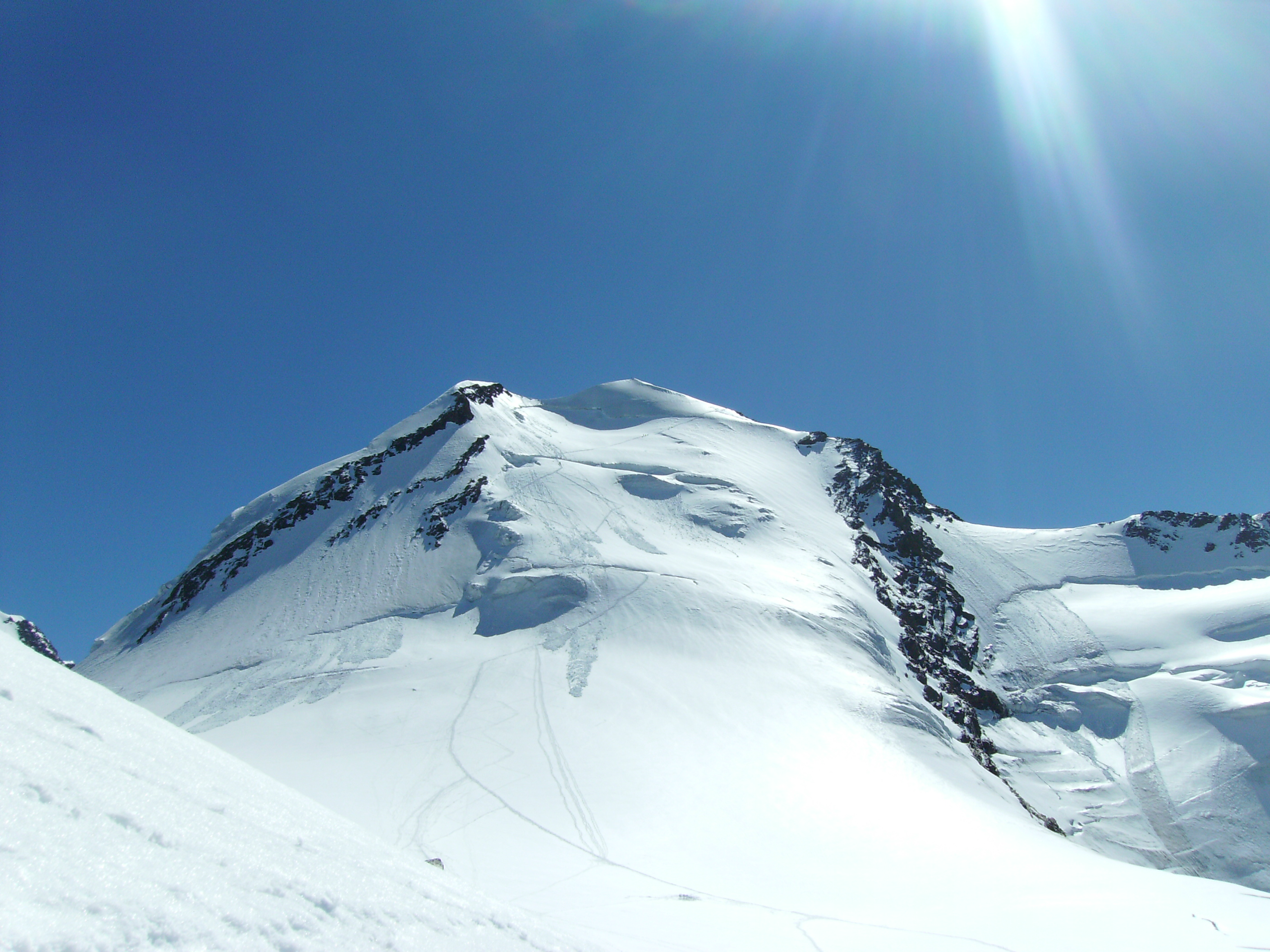
La ladera oeste del Cástor.